# Alberto Pagani
Alberto Pagani (ur. 29 sierpnia 1938 w Mediolanie, zm. 11 sierpnia 2017) – włoski kierowca motocyklowy i wyścigowy.

## Kariera
Jest synem Nello. Karierę w motocyklowych mistrzostwach świata rozpoczynał w 1959 motocyklem Ducati w klasie 125 cm³. Po raz pierwszy stanął na podium w 1962 roku w Grand Prix Włoch. W sezonie 1972 wygrał Grand Prix Jugosławii i został wicemistrzem świata w klasie 500 cm³. Ogółem wygrał trzy wyścigi w tej klasie. Karierę zakończył po 1972 roku.